# Saison 4 des Vacances de l'amour
Chronologie
Saison 3 Saison 5
Cet article présente la quatrième saison de la série télévisée Les Vacances de l'amour.

## Synopsis de la saison
L’intrigue de cette quatrième saison se concentre sur la lutte de Nicolas et ses amis contre les manœuvres de Peter Watson, PDG de Watson & Watson, une firme immobilière sans scrupules bien décidé à faire de Love Island un vaste complexe hôtelier. Bruno a quitté l’île pour laisser Jeanne et Nicolas vivre leur idylle en paix. Le capitaine Oliver a pris sa retraite et a cédé son affaire à son skipper, Nicolas. Celui-ci est devenu loueur de bateaux et va tout faire pour s’opposer à l’immonde projet de Peter Watson. Jeanne continue de vendre des colliers de coquillages sur le marché de l’île et assiste Nicolas à la marina. À la suite du cyclone qui a dévasté l’île, Bénédicte, Laly et Johanna ont quitté leur bar de plage et l’office du tourisme de l’île. Bénédicte est devenue gérante d’une galerie de peinture, « Island Arts » et a pour principale cliente Ève, petite fille gâtée, avide de sexe et d’argent. Laly et Johanna se sont associées pour monter une agence immobilière, « Paradise ». Jimmy est devenu propriétaire de son propre watersports, le « Jimmy Watersports » et a embauché Stéphane, revenu sur l’île pour tenter de reconquérir Laly. Hélène rentre d'Australie et après des mois de traversée en solitaire, elle a hâte de revoir ses amis.

## Distribution

### Acteurs principaux (dans l'ordre d'apparition au générique)
- Isabelle Bouysse : Jeanne Garnier (épisode 1 à 8 , 10 à 21 , 31 , 32 , 42 , 43 , 45 à 53)
- Laure Guibert : Bénédicte Breton (épisode 1 à 6 , 8 à 21 , 29 à 33 , 42 , 43 , 45 à 53)
- Laly Meignan : Laly Polleï (épisode 1 à 4 , 10 à 12 , 22 à 53)
- Patrick Puydebat : Nicolas Vernier (épisode 1 à 53)
- Rochelle Redfield : Johanna McCormick (épisode 1 à 53)
- Tom Schacht : Jimmy Werner (épisode 1 à 42 , 44 à 53)
- Hélène Rollès : Hélène Girard (épisode 1 à 29 , 41 à 53)

### Acteurs récurrents
- Philippe Vasseur : José Da Silva (épisode 9 à 53)
- Annette Schreiber : Cynthia Sharks (épisode 22 à 42 , 44 à 48 , 51 à 53)
- Ludovic Van Dorm : Stéphane Charvet (épisode 1 à 4 , 10 à 12 , 21 à 47 , 51 à 53)
- Lakshan Abenayake : Rudy Ayake (épisode 18 à 20 , 23 , 24 , 34 à 37 , 40 , 42 à 53)
- Macha Polikarpova : Olga Mirchtein (épisode 5 , 6 , 22 à 24)
- Serge Gisquière : Peter Watson (épisode 1 à 33 , 40 à 44)
- Ève Peyrieux : Ève Watson (épisode 1 à 20 , 49 à 53)
- Audrey Moore : Audrey McAllister (épisode 25 à 53)
- Michel Robbe : Jean-Paul Lambert (épisode 1 à 4 , 6 , 7 , 9 à 20 , 22 à 24 , 31 à 33 , 49 à 53)
- Donat Guibert : Mathieu Vinclert (épisode 1 à 6 , 8 , 9 , 11 à 19)

## Production
Le tournage de cette saison a eu lieu entre décembre 1999 et juillet 2001. Cependant, les épisodes 49 à 53 ont été diffusés entre janvier et février 2005.

## Liste des épisodes
1. Une autre histoire
2. Retour
3. Les chemins du hasard
4. Urgences
5. Accusation
6. Vagues de passion
7. Coma
8. Dérives
9. Absence fatale
10. Entre la vie et la mort
11. Attentes
12. Des espoirs
13. Envols
14. Naufrages
15. Sauvetage
16. Reprise
17. Éclaircies
18. Détente
19. Révolution
20. Sang neuf
21. Ville morte
22. Un bébé
23. Manque
24. Voyages
25. Le goût de vivre
26. Déchirements
27. Enlèvement
28. Violence
29. Fatalité
30. Recherches
31. Sans espoir
32. Toujours là
33. Accident
34. Comme si…
35. Cousine
36. Cambriolage
37. Fuite
38. Évasions
39. Poursuites
40. Délivrance
41. Coup de théâtre
42. Retours
43. Chassés-croisés
44. Veille de fête
45. Arrivées
46. Trop de bonheur
47. Supercherie
48. Caracas
49. La revenante
50. Passions
51. Déraison
52. Conspirations
53. À l'infini

### Épisode 1:Une autre histoire
- Delphine Chaneac
- Laurent Jumeaucourt

Cet épisode marque le retour d'Hélène Rollès qui intègre le générique.
Laly Meignan réintègre le générique.
Retour de Ludovic Van Dorm.
Philippe Vasseur (José) n'est plus crédité au générique.

### Épisode 2:Retour
- Jean-Michel Martial
- Frédéric Witta

### Épisode 3:Les chemins du hasard
- Jean-Michel Martial
- Frédéric Witta

### Épisode 4:Urgences
- Jean-Michel Martial
- Frédéric Witta

### Épisode 5:Accusation
- Marc Samuel

### Épisode 7:Coma
- Antonin Pagnier
- Didier Terron
- Pablo Villafranca

### Épisode 10:Entre la vie et la mort
- Nicolas Filali

### Épisode 11:Attentes
- Nicolas Filali

### Épisode 12:Des espoirs
- Nicolas Filali
- Bertrand Lacy

### Épisode 13:Envols
- Nicolas Filali
- Fabrice de Villeplée

### Épisode 14:Naufrages
- Fabrice de Villeplée

### Épisode 15:Sauvetage
- Fabrice de Villeplée

### Épisode 16:Reprise
- Grégori Baquet
- Fabrice de Villeplée

### Épisode 17:Éclaircies
- Grégori Baquet
- Fabrice de Villeplée

### Épisode 18:Détente
- Fabrice de Villeplée

### Épisode 19:Révolution
- Grégori Baquet
- Fabrice de Villeplée

### Épisode 20:Sang neuf
- Jean-Philippe Azema
- Grégori Baquet
- Fabrice de Villeplée

### Épisode 21:Ville morte
- Grégori Baquet
- Fabrice de Villeplée

### Épisode 22:Un bébé
- Grégori Baquet

### Épisode 23:Manque
- Grégori Baquet

### Épisode 24:Voyages
- Grégori Baquet

### Épisode 25:Le goût de vivre
- Miguel Saez

### Épisode 26:Déchirements
- Grégori Baquet
- Jo Camacho
- Agnès Dhaussy
- Miguel Saez

### Épisode 27:Enlèvement
- Grégori Baquet
- Jo Camacho
- Agnès Dhaussy
- Miguel Saez

### Épisode 28:Violence
- Grégori Baquet
- Jo Camacho
- Agnès Dhaussy
- Miguel Saez

### Épisode 29:Fatalité
- Célia Charpentier
- Agnès Dhaussy
- Nicolas Filali
- Benoît Solès

### Épisode 30:Recherches
- Célia Charpentier
- Agnès Dhaussy
- Benoît Solès

### Épisode 31:Sans espoir
- Bernard Allouf
- Agnès Dhaussy
- Benoît Solès

### Épisode 32:Toujours là
- Bernard Allouf
- Célia Charpentier
- Agnès Dhaussy
- Benoît Solès

### Épisode 33:Accident
- Bernard Allouf
- Agnès Dhaussy
- Benoît Solès

### Épisode 34:Comme si…
- Célia Charpentier
- Virginie Desarnauts
- Agnès Dhaussy
- Olivier Pagès
- Benoît Solès

### Épisode 35:Cousine
- Célia Charpentier
- Virginie Desarnauts
- Agnès Dhaussy
- Olivier Pagès
- Benoît Solès
- Victor Wagner

### Épisode 36:Cambriolage
- Célia Charpentier
- Virginie Desarnauts
- Agnès Dhaussy
- Olivier Pagès
- Benoît Solès
- Victor Wagner

### Épisode 37:Fuite
- Célia Charpentier
- Virginie Desarnauts
- Agnès Dhaussy
- Olivier Pagès
- Benoît Solès
- Carol Styczen

### Épisode 38:Évasions
- Virginie Desarnauts
- Agnès Dhaussy
- Olivier Pagès
- Benoît Solès

### Épisode 39:Poursuites
- Virginie Desarnauts
- Agnès Dhaussy
- Olivier Pagès
- Benoît Solès

### Épisode 40:Délivrance
- Virginie Desarnauts
- Agnès Dhaussy
- Olivier Pagès
- Manon Saidani
- Benoît Solès

### Épisode 41:Coup de théâtre
- Agnès Dhaussy
- Olivier Pagès
- Manon Saidani
- Benoît Solès

### Épisode 42:Retours
- Olivier Pagès
- Manon Saidani

### Épisode 43:Chassés-croisés
- Agnès Dhaussy
- Olivier Pagès
- Manon Saidani
- Benoît Solès

### Épisode 44:Veille de fête
- Agnès Dhaussy
- Benoît Solès

### Épisode 45:Arrivées
- Agnès Dhaussy
- Manon Saidani
- Benoît Solès

### Épisode 46:Trop de bonheur
- Agnès Dhaussy
- Benoît Solès

### Épisode 47:Supercherie
- Brad Cole
- Agnès Dhaussy
- Manon Saidani
- Benoît Solès

### Épisode 48:Caracas
- Brad Cole
- Agnès Dhaussy
- Manon Saidani
- Benoît Solès

### Épisode 49:La revenante
- Brad Cole
- Agnès Dhaussy
- Benoît Solès

### Épisode 50:Passions
- Bradley Cole
- Agnès Dhaussy
- Benoît Solès

### Épisode 51:Déraison
- Brad Cole
- Agnès Dhaussy
- Benoît Solès
- Carol Styczen

### Épisode 52:Conspirations
- Brad Cole
- Agnès Dhaussy
- Benoît Solès

### Épisode 53:À l'infini
- Brad Cole
- Agnès Dhaussy
- Benoît Solès